# 特里·施罗德
特里·施罗德（英語：Terry Schroeder，1958年10月9日—），美国前男子水球运动员。他曾代表美国国家队参加1984年、1988年和1992年夏季奥林匹克运动会水球比赛，获得二枚银牌。